# Mike Brown (sciatore)
Mike Brown (Denver, 22 marzo 1962) è un ex sciatore alpino statunitense.

## Biografia
Specialista delle prove veloci originario di Vail, in Coppa del Mondo Brown ottenne il primo piazzamento di rilievo il 6 marzo 1983 ad Aspen in discesa libera (14º) e il miglior risultato l'8 febbraio 1986 a Morzine nella medesima specialità (9º); in Nor-Am Cup nella stagione 1985-1986 vinse la classifica di discesa libera e ai Mondiali di Crans-Montana 1987 non completò la combinata. Nel 1988 ottenne l'ultimo piazzamento in Coppa del Mondo, il 20 marzo a Åre in combinata (15º), e vinse la classifica di supergigante in Nor-Am Cup; nel dicembre di quello stesso anno subì un grave infortunio che ne compromise il prosieguo della carriera, che Brown chiuse ai Mondiali di Vail 1989 dove disputò il solo supergigante, classificandosi al 47º posto. Non prese parte a rassegne olimpiche.

## Palmarès

### Coppa del Mondo
- Miglior piazzamento in classifica generale: 80º nel 1986

### Nor-Am Cup
- Vincitore della classifica di discesa libera nel 1986[senza fonte]
- Vincitore della classifica di supergigante nel 1988[senza fonte]